# 高城站 (日本)
- 關於宮城縣宮城郡松島町的車站，請見「高城町站」。
- 關於鹿兒島縣薩摩川內市的車站，請見「薩摩高城站」。
- 關於朝鮮江原道高城郡的車站，請見「高城站 (江原道)」。

高城站（日语：／ Takajō eki */?）是位於大分縣大分市高城新町，九州旅客鐵道（JR九州）的日豐本線車站。

## 車站構造
現時使用中的為第二代站房，建於原來島式月台上，並與行人天橋連接，最初是由於位於約5公里外的大分體育公園綜合競技場成為了2002年國際足協世界盃的其中一座比賽場地，在考慮可能的狀況下，把原來位於北口的站房拆卸，並在原來的月台上重建新的站房。新站房外貌參考了球場的外貌而設計，而屋頂亦放置了以紅色鋼架、按足球球面上的線條而砌成了的半個足球。新站房內設有售票窗口（每天早上時間設有職員駐守）、自動售票機、SUGOCA增值機及可對應輪椅的多用途洗手間，左則為開放式通道，並設有對應IC卡的感應器。
當時為了防止球迷騷亂，使用路基穩定劑固定道碴，並在站房及天橋間設置1.5米的圍柵。
因應車站每日使用量超過二千人，大分市議會於2019年提出車站改善工程計劃，包括增建了三部升降機、新建行人天橋以可以兼容升降機塔、路面改善及拆除舊天橋等。2021年3元，JR開始相關工程，於向牧站方向的月台末端重新興建樓梯及電梯槽，落成後，原有的行人天橋被拆去，而站房與新樓梯口及電梯口之間的通道則加裝了上蓋及月台邊圍欄。2022年1月，新天橋及升降機正式投入使用。
此站是由JR九州服務支援管理的業務委託車站。2018年3月17日，JR九州公佈計劃在牧站至幸崎站之間引入車站遠程資訊系統「ANSWER」，並成為無人車站。但直至現在為止，有關安排仍未有落實的時間表。

### 月台
設有1面2線的島式月台，原來長度達170米，加建新站房後，向牧方向約40米的月台不再讓列車停靠，現時有效長度為6輛。靠向站房約2輛長度的月台建有上蓋，亦設有候車亭。
| 月台 | 路線      | 上下行 | 方向                               |
| ---- | --------- | ------ | ---------------------------------- |
| 1    | ■日豐本線 | 下行   | 大在、幸崎、臼杵、佐伯方向         |
| 2    | ■日豐本線 | 上行   | 大分、別府、龜川、中山香、中津方向 |

- 車站內設有維護路軌車輛車廠。
- 車站曾經設置了古老的日本國鐵ED74型電力機車、日本國鐵ED76型電力機車廢車[12]。

## 歷史
- 1914年4月1日：鐵道院車站啟用[13][3]。
- 1987年4月1日：隨國鐵分割民營化，車站由九州旅客鐵道（JR九州）營運。
- 2002年：

- 2月22日：原站房因應需要而拆卸，新站房改於月台上，與原來的行人天橋口對接。
- 6月2日：因應世界杯而重建的車站大樓竣工，新設南出口。在進行比賽當日時，特急列車會臨時停站。

- 2012年12月1日：可以使用IC卡「SUGOCA」[15]。
- 2021年3月31日：新天橋動工，並於同年12月完成及投入使用。

## 使用狀況
在2018年（平成30年）度，1日平均乘車人次為1,759人。
以下是近年乘車人次列表：
| 乘車人次變遷 | 乘車人次變遷 |
| 年度         | 1日平均人次  |
| ------------ | ------------ |
| 2000年       | 1,328        |
| 2001年       | 1,351        |
| 2002年       | 1,384        |
| 2003年       | 1,411        |
| 2004年       | 1,392        |
| 2005年       | 1,438        |
| 2006年       | 1,436        |
| 2007年       | 1,475        |
| 2008年       | 1,488        |
| 2009年       | 1,454        |
| 2010年       | 1,504        |
| 2011年       | 1,504        |
| 2012年       | 1,568        |
| 2013年       | 1,628        |
| 2014年       | 1,608        |
| 2015年       | 1,804        |
| 2016年       | 1,800        |
| 2017年       | 1,823        |
| 2018年       | 1,759        |
| 2019年       | 1,719        |
| 2020年       | 1,362        |
| 2021         |              |
| 2022         |              |
| 2023         | 1,583        |

## 車站周邊
此站為最接近大分體育公園綜合競技場的車站。該競技場是2002年國際足協世界盃其中一個比賽場地。車站沿岸為大分臨海工業地域，設有新日鐵住金大分鋼鐵廠等工廠。
- AEON高城購物中心（日语：イオン高城ショッピングセンター）
- Marushoku（日语：マルショク）高城店
- 最好電器高城店
- a.Suehiro酒店
- 大分高松郵局
- 大分銀行日岡分店
- 豐和銀行（日语：豊和銀行）大分東分店
- 伊予銀行（日语：伊予銀行）大分東分店
- 大分市立日岡小學校（日语：大分市立日岡小学校）
- 大分市立原川中學校（日语：大分市立原川中学校）
- 大分國際情報高等學校（日语：大分国際情報高等学校）
- 大分縣立情報科學高等學校（日语：大分県立情報科学高等学校）
- 大分中學校及高等學校（日语：大分中学校・高等学校）
- 大分工業高等專門學校
- 國道197號（日语：国道197号）
- AKENO ACROSS TOWN（日语：あけのアクロスタウン）

## 巴士路線
車站北邊迴旋路附近設有「高城站前」，在國道197號上設有「高城」，車站南邊設有「高城東」巴士站。均由大分巴士營運。

## 相鄰車站
九州旅客鐵道
■日豐本線
牧－高城－鶴崎

## 外部連結
- JR九州高城站 （页面存档备份，存于）
- JR九州高城站無障礙化通告。 （页面存档备份，存于）